# Jack Chanda
Jack Chanda (Luanshya, Rodesia del Norte; 16 de junio de 1958 – Kabwe, Zambia; 20 de abril de 1993) fue un futbolista y entrenador de fútbol de Zambia que jugó la posiciones de mediapunta y delantero.

## Carrera

### Club
| Periodo   | Club             |
| --------- | ---------------- |
| 1975–1978 | Buseko FC        |
| 1978–1982 | Roan United      |
| 1982–1983 | Nkana Red Devils |
| 1983–1988 | Kabwe Warriors   |

### Selección nacional
Jugó para Zambia en 11 ocasiones de 1981 a 1987 y anotó tres goles; participó en dos ediciones de la Copa Africana de Naciones.

### Entrenador
| Periodo   | Club               |
| --------- | ------------------ |
| 1988–1991 | Kabwe Warriors     |
| 1991      | Railway Express FC |
| 1991–1993 | Notwane FC         |

## Muerte
A inicios de 1993, Chanda comenzó a tener problemas de salud mientras estaba en Botsuana, por lo que regresó a Zambia luego de tener una parálisis parcial y fue admitido en el Kabwe General Hospital con dificultades respiratorias. Estuvo cuatro semanas internado hasta que murió el 20 de abril de 1993, una semana antes del accidente aéreo de la selección de fútbol de Zambia.

## Logros

### Jugador
- Zambian Super League: 1982, 1987
- Independence Cup: 1984, 1987
- Champion of Champions: 1987

### Individual
- Futbolista del año de Zambia: 1985

### Entrenador
- Challenge Cup: 1989
- Champion of Champions: 1989